# Aclerda namibensis
Aclerda namibensis är en insektsart som beskrevs av Ben-dov 1977. Aclerda namibensis ingår i släktet Aclerda och familjen Aclerdidae. Inga underarter finns listade i Catalogue of Life.